# Don't Worry Darling
Pour plus de détails, voir Fiche technique et Distribution.
Don't Worry Darling, ou Ne t'inquiète pas chérie au Québec, est un thriller psychologique américain réalisé par Olivia Wilde, sorti en 2022.
Le film se déroule dans les années 1950, où Alice et Jack Chambers sont un jeune couple heureux, vivant dans la ville fictive de Victory, en Californie, qui semble parfaite et qui a été créée et financée par la mystérieuse société pour laquelle Jack travaille. La curiosité concernant la nature du travail de son mari sur le « Victory Project » secret commence à consumer Alice. Des fissures commencent alors à se former dans leur vie utopique alors que son enquête sur le projet soulève des tensions au sein de la communauté.
Il est présenté en avant-première à la Mostra de Venise 2022.

## Synopsis
Alice et Jack Chambers forment un heureux couple des années 1950 vivant dans la cité ouvrière idyllique de Victory, en Californie, qui a été créée et financée par la mystérieuse compagnie éponyme pour laquelle Jack travaille. Chaque jour, les hommes vont travailler dans les quartiers généraux de Victory, qui se trouvent dans le désert environnant, tandis que leurs épouses – Alice, son amie Bunny, la femme enceinte Peg, la nouvelle arrivante Violet et Margaret – restent à la maison pour faire le ménage, se reposer et préparer le dîner pour leur mari. Elles ne sont pas encouragées à poser de questions sur le travail de leur mari ni à s'aventurer vers les quartiers généraux à cause des « matériaux dangereux » qui y sont utilisés.
Margaret est devenue une paria parmi les autres épouses après avoir emmené son fils dans le désert, ce qui a mené à son apparente mort. Elle prétend que Victory l'a punie en lui enlevant son fils, mais tous les habitants pensent à une paranoïa provoquée par ses traumatismes. Pendant une fête organisée par Frank, l'énigmatique fondateur et dirigeant de Victory, Alice voit le mari de Margaret essayer de lui donner des médicaments. Plus tard, pendant qu'Alice et Jack font secrètement l'amour dans la chambre de Frank, Alice s'aperçoit que Frank les observe mais ne dit rien.
Un matin, en se baladant en ville dans le trolleybus, Alice remarque le crash d'un biplan rouge dans le désert. Alice part dans le désert pour retrouver l'accident et arrive aux quartiers généraux de Victory, un petit bâtiment recouvert de fenêtres réfléchissantes. Quand elle touche l'une des fenêtres, elle est victime d'hallucinations surréalistes avant de se réveiller le soir-même chez elle pendant que Jack prépare le dîner. Les jours suivants, Alice commence à faire l'expérience de plusieurs événements étranges : elle a l'impression d'être écrasée par les murs de sa maison et a auparavant trouvé une boîte d'œufs ne contenant que des coquilles vides. Elle reçoit un appel téléphonique de Margaret, qui dit avoir eu les mêmes visions qu'elle. Plus tard, pendant un cours de danse donné par Shelley, la femme de Frank, Alice a une vision de Margaret se cognant la tête contre un miroir. Elle se rue dans son quartier juste à temps pour voir Margaret se trancher la gorge et tomber du toit de sa maison. Alice est emportée par d'étranges hommes en combinaison rouge avant de pouvoir atteindre le corps de Margaret.
Alice tente d'expliquer les événements à Jack, mais il ne la croit pas, expliquant que Margaret est simplement tombée en lavant une vitre, va parfaitement bien et est à l'hôpital avec son mari, qui a été forcé de quitter le projet Victory pour s'occuper d'elle. Cette version est corroborée par le docteur Collins, le médecin de la ville, qui dit avoir guéri Margaret avant d'essayer de prescrire le même traitement à Alice. Alice vole le dossier de Margaret dans le porte-documents du docteur Collins mais le brûle, frustrée de voir qu'il est lourdement censuré. Alice devient de plus en plus confuse et paranoïaque, ayant l'impression que Frank surveille chacun de ses faits et gestes. Pendant une soirée lors de laquelle Frank offre une promotion à Jack, Alice craque et fait face à Bunny. Elle essaie de lui expliquer la situation mais Bunny s'énerve et l'accuse d'être égoïste en voulant tout ruiner.
Le lendemain, Alice et Jack invitent leurs voisins, à l'exception de Bunny et de son mari Dean, à dîner, avec comme invités spéciaux Frank et Shelley. Frank s'entretient en privé avec Alice dans la cuisine, confirmant ses soupçons et lui avouant qu'il attendait quelqu'un comme elle pour le défier dans ses desseins. Alice tente de le dénoncer lors du dîner mais Frank la gaslighte et la fait paraître insensée aux yeux des autres invités. Après le dîner, Alice demande à Jack de partir de Victory. Jack semble accepter, mais une fois dans la voiture, Alice est emmenée par les hommes de main de Frank. Le docteur Collins la soumet à une thérapie par électrochocs, au cours de laquelle Alice a des visions d'elle-même dans une autre vie, où elle est, de nos jours, une chirurgienne nommée Alice Warren, qui vit difficilement avec Jack, qui est sans emploi.
Alice retourne à Victory, apparemment guérie de son hystérie, et retrouve Jack et Bunny. Cependant, alors qu'Alice reprend sa vie normale, elle continue à avoir des hallucinations et des retours en arrière. Alice commence alors à se rappeler la vérité : Victory est une conception virtuelle créée par Frank et Jack l'a forcée à entrer dans la simulation dans l'espoir de vivre ensemble une vie parfaite. Quand Jack se rend compte qu'elle connaît la vérité, il dit avoir fait tout cela pour elle et pour la sauver de sa vie misérable, mais Alice est furieuse qu'il lui ait ôté son libre arbitre. Jack enlace Alice, la suppliant de lui pardonner, mais commence à l'étouffer, et Alice, par défense personnelle, le tue d'un coup de verre en cristal sur la tête, le tuant également dans le monde réel.
Frank est alerté de la mort de Jack et envoie ses hommes de main capturer Alice. Bunny trouve Alice avec le corps de Jack et lui explique qu'elle savait depuis le début que Victory était une simulation mais a décidé d'y rester pour vivre avec ses enfants, décédés dans le monde réel. Bunny dit à Alice de fuir vers les quartiers généraux de Victory, qui sont une issue de ce monde fictif, et retient Bill quand il essaie d'attaquer Alice. Les autres épouses commencent progressivement à réaliser la vérité sous la panique de leurs maris. Alice vole la voiture de Jack et se dirige vers les quartiers généraux, poursuivie par le docteur Collins et les hommes de main de Frank. Elle parvient à les tuer dans un accident de voiture, tandis que Shelley tue Frank d'un coup de couteau avant qu'il ne puisse agir. Alice parvient à arriver aux quartiers généraux, où elle a une vision de Jack la suppliant de rester. Elle ignore la vision et touche la fenêtre avant que l'on ne puisse l'attraper. Sur un écran noir, on entend la respiration haletante d'Alice, impliquant, implicitement, qu'elle a réussi à sortir de la simulation.

## Fiche technique
Sauf indication contraire, les informations mentionnées dans cette section peuvent être confirmées par la base de données cinématographiques IMDb,  présente dans la section « Liens externes ».
- Titre original et français : Don't Worry Darling
- Titre québécois : Ne t'inquiète pas chérie[1]
- Réalisation : Olivia Wilde
- Scénario : Katie Silberman, Carey et Shane Van Dyke
- Musique : John Powell
- Direction artistique : Mary Florence Brown et Erika Toth
- Décors : Katie Byron
- Costumes : Arianne Philips
- Photographie : Matthew Libatique
- Montage : Affonso Gonçalves
- Production : Roy Lee, Katie Silberman, Olivia Wilde et Miri Yoon
- Sociétés de production : New Line Cinema et Vertigo Entertainment
- Société de distribution : Warner Bros.
- Pays de production :  États-Unis
- Langue originale : anglais
- Format : couleur — 2,39:1 — son Dolby Digital et Dolby Atmos
- Genre : thriller psychologique
- Durée : 123 minutes
- Dates de sortie :
  - Italie : 5 septembre 2022 (Mostra de Venise)
  - Belgique, France : 21 septembre 2022
  - États-Unis, Québec[1] : 23 septembre 2022
- Classification :
  - États-Unis : R (Restricted)
  - France : avertissement (certaines scènes du film peuvent heurter la sensibilité des spectateurs) lors de sa sortie en salles et déconseillé aux moins de 10 ans à la télévision.

## Distribution
Sauf indication contraire, les informations mentionnées dans cette section peuvent être confirmées par la base de données cinématographiques IMDb,  présente dans la section « Liens externes ».
- Florence Pugh (VF : Kelly Marot ; VQ : Célia Gouin-Arsenault) : Alice Chambers
- Harry Styles (VF : Gauthier Battoue ; VQ : Xavier Dolan) : Jack Chambers, mari d'Alice
- Olivia Wilde (VF : Stéphanie Lafforgue ; VQ : Catherine Proulx-Lemay) : Bunny, voisine et amie d'Alice
- Nick Kroll (VF : Tanguy Goasdoué ; VQ : Louis-Philippe Dandenault) : Dean, mari de Bunny, collègue de Jack
- Chris Pine (VF : Emmanuel Garijo ; VQ : Martin Watier) : Frank, fondateur et dirigeant de l'entreprise Victory Project
- Gemma Chan (VF : Victoria Grosbois ; VQ : Sofia Blondin) : Shelley, épouse de Frank
- Ari'el Stachel (VF : Baptiste Caillaud) : Ted Watkins, collègue et ami de Jack
- KiKi Layne (VF : Aurélie Konaté) : Margaret Watkins, épouse de Ted, voisine et amie d'Alice
- Asif Ali (VF : Henry-David Cohen ; VQ : Gabriel Lessard) : Peter, collègue et ami de Jack
- Kate Berlant (VF : Daniela Labbé Cabrera ; VQ : Maude Bouchard) : Peg, épouse de Peter, enceinte, amie d'Alice
- Douglas Smith (VF : Martin Loizillon ; VQ : Louis-Philippe Berthiaume) : Bill Johnson, nouveau collègue de Jack
- Sydney Chandler (VF : Charlotte Hervieux ; VQ : Noémie Leduc-Vaudry) : Violet Johnson, épouse de Bill
- Timothy Simons (VF : Jean-François Lescurat ; VQ : Alexandre Daneau) : Dr Collins
- Dita von Teese (VF : Elisabeth Ventura) : Gigi, la showgirl
- Monroe Cline (VF : Iliana Sakji) : la professeur de tennis

Photos des acteurs principaux
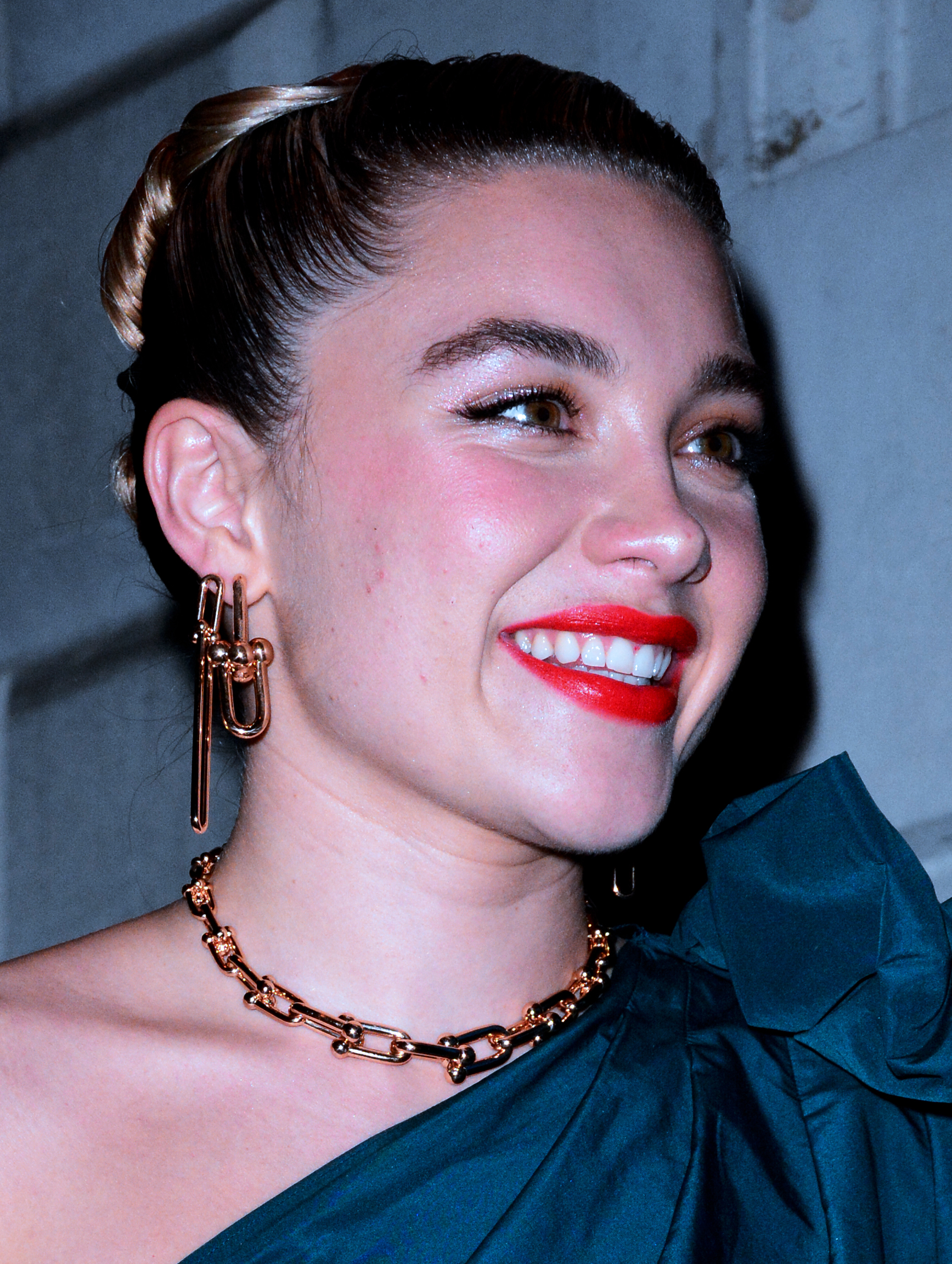
Florence Pugh
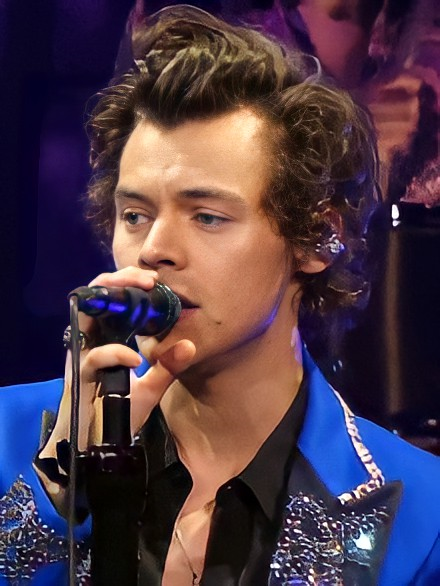
Harry Styles
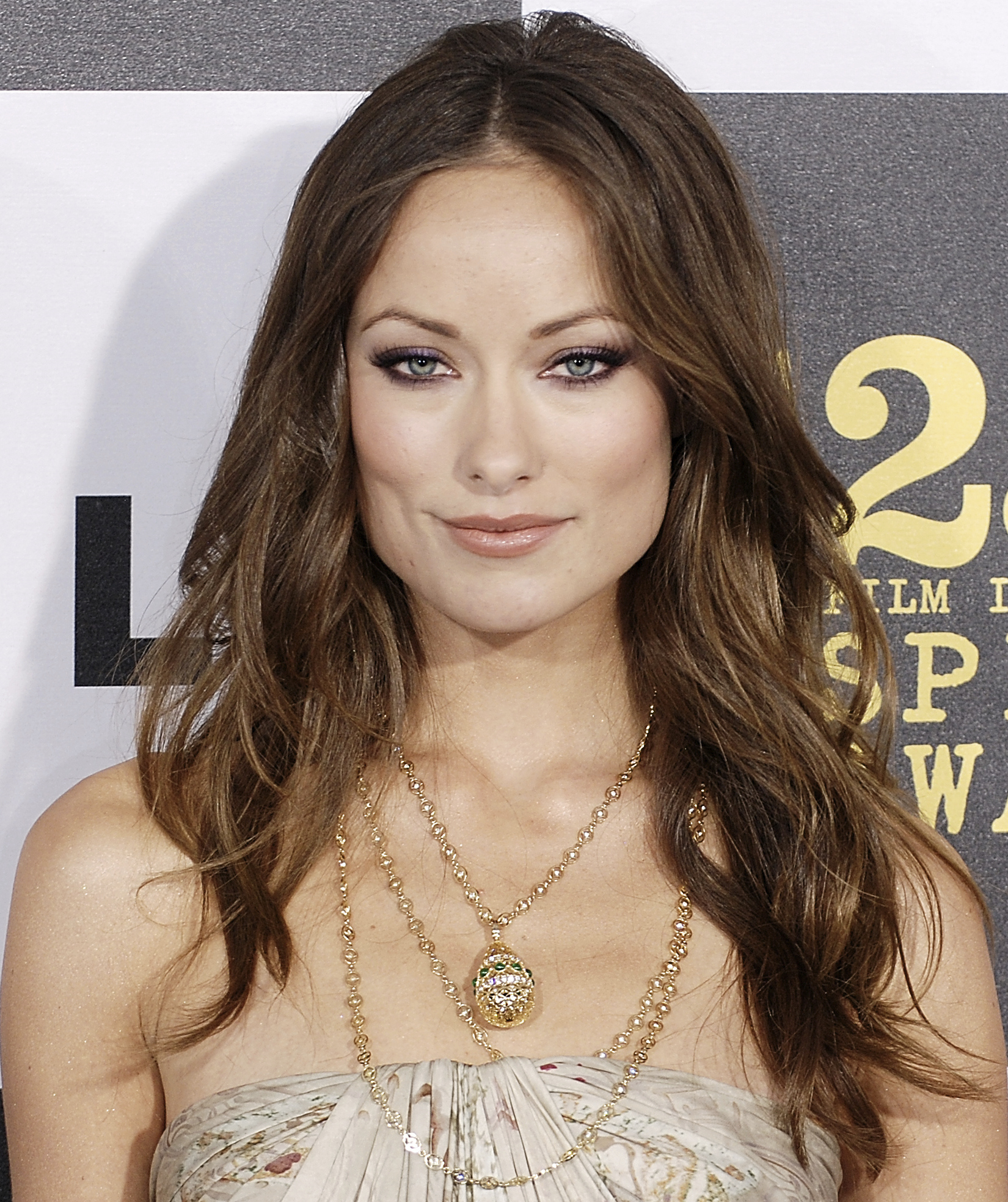
Olivia Wilde
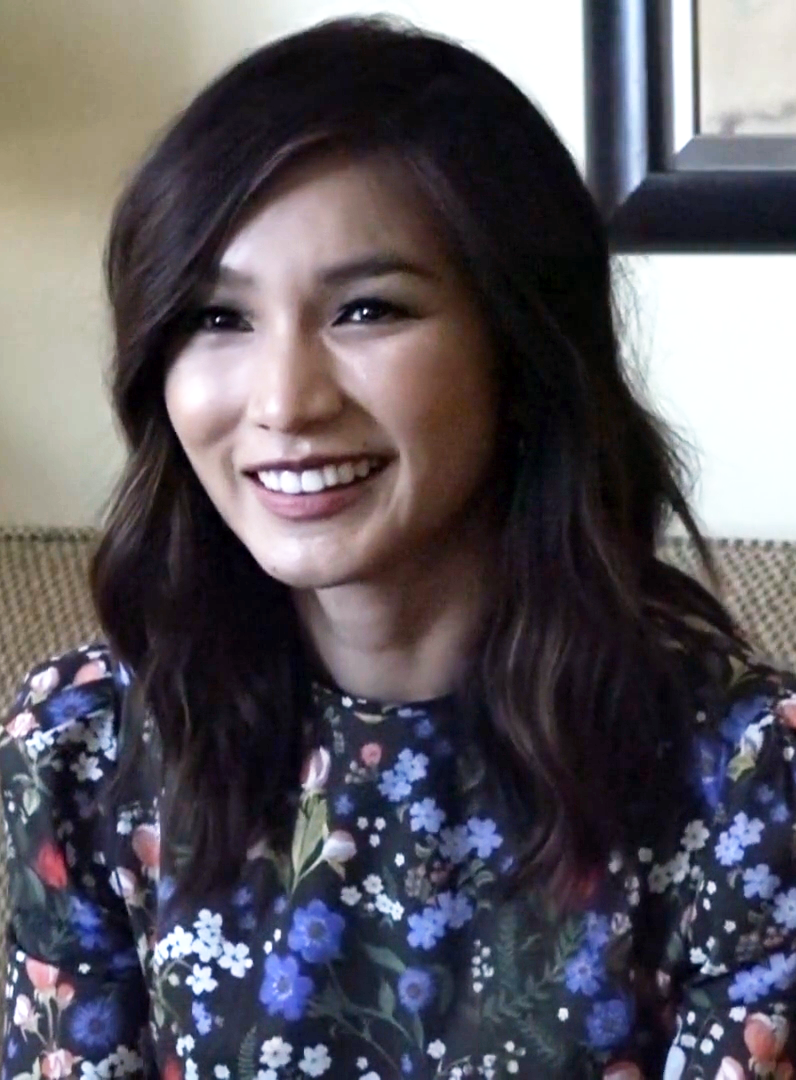
Gemma Chan
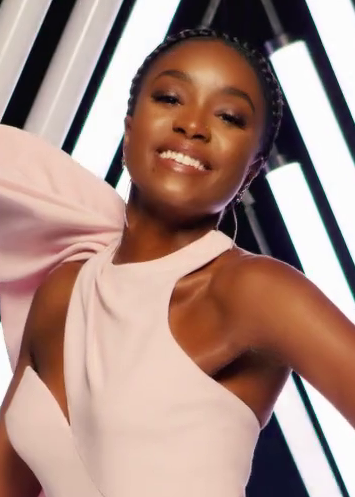
KiKi Layne
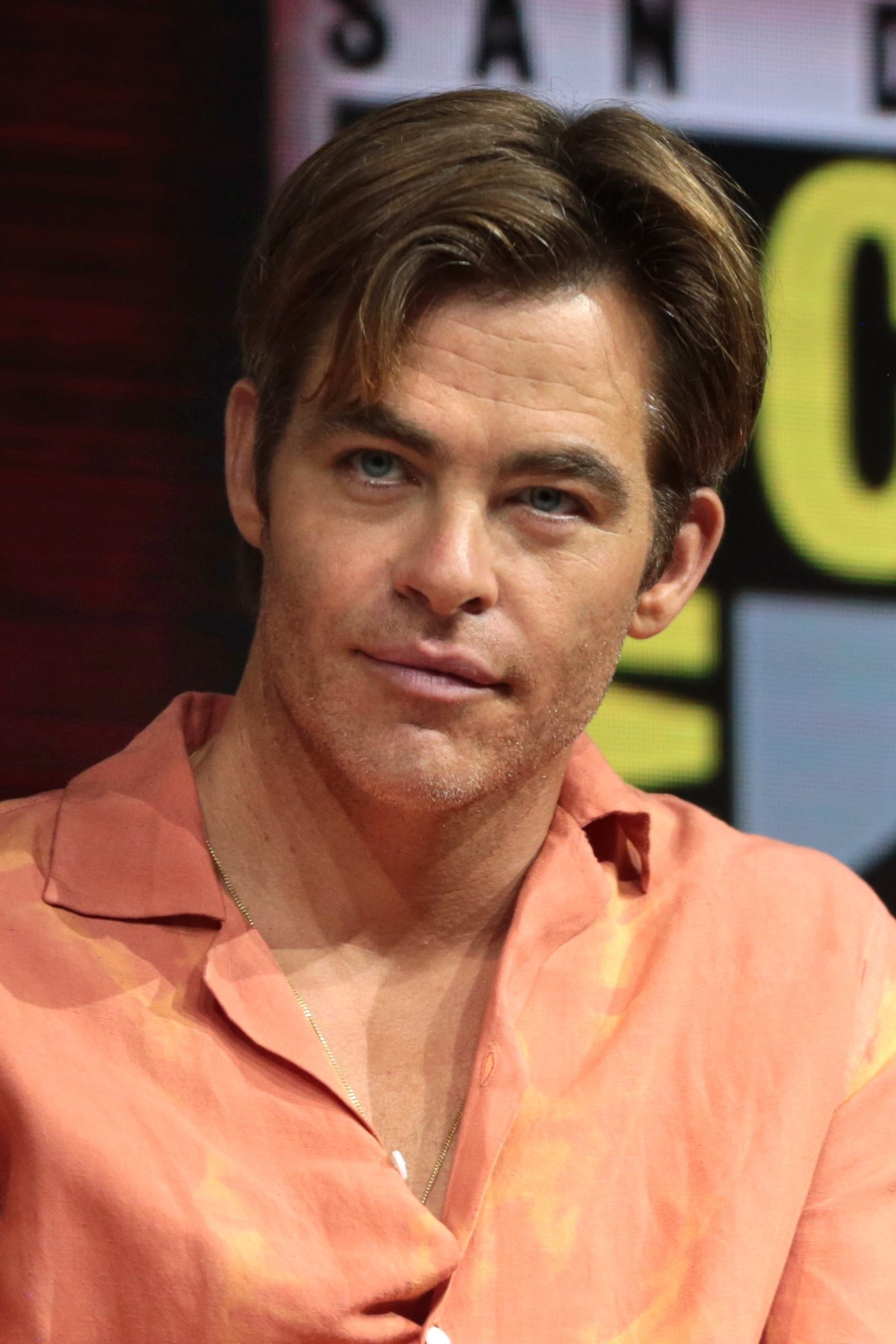
Chris Pine

 Source et légende : version française (VF) sur RS Doublage

## Production

### Développement et écriture
Le film est annoncé en 2019 après une enchère entre dix-huit studios remportée par New Line Cinema pour en acquérir les droits,. Le scénario original est écrit par Carey and Shane Van Dyke et listé dans la Black List en 2019,. Katie Silberman est engagée pour une réécriture de ce qui deviendra le scénario final,,.
D'après Olivia Wilde, le personnage de Frank est inspiré de Jordan Peterson, un auteur et psychologue décrit comme « le héros pseudo-intellectuel de la communauté incel »,.

### Choix des interprètes
En avril 2020, Florence Pugh, Shia LaBeouf et Chris Pine sont annoncés à la distribution, avec Dakota Johnson annoncée le mois suivant,,. Olivia Wilde devait originellement jouer le rôle d'Alice et Florence Pugh celui de Bunny, mais elles échangent leur rôle quand Olivia Wilde décide de mettre un couple plus jeune au centre de l'intrigue. En septembre 2020, Harry Styles rejoint la distribution et remplace Shia LaBeouf dans le rôle principal.
En octobre 2020, Gemma Chan et KiKi Layne rejoignent la distribution, KiKi Layne remplaçant Dakota Johnson à la suite de problèmes de programmation de tournage avec The Lost Daughter. Le même mois, Sydney Chandler, Nick Kroll, Douglas Smith, Kate Berlant, Asif Ali, Timothy Simons et Ari'el Stachel rejoignent la distribution,.

### Tournage

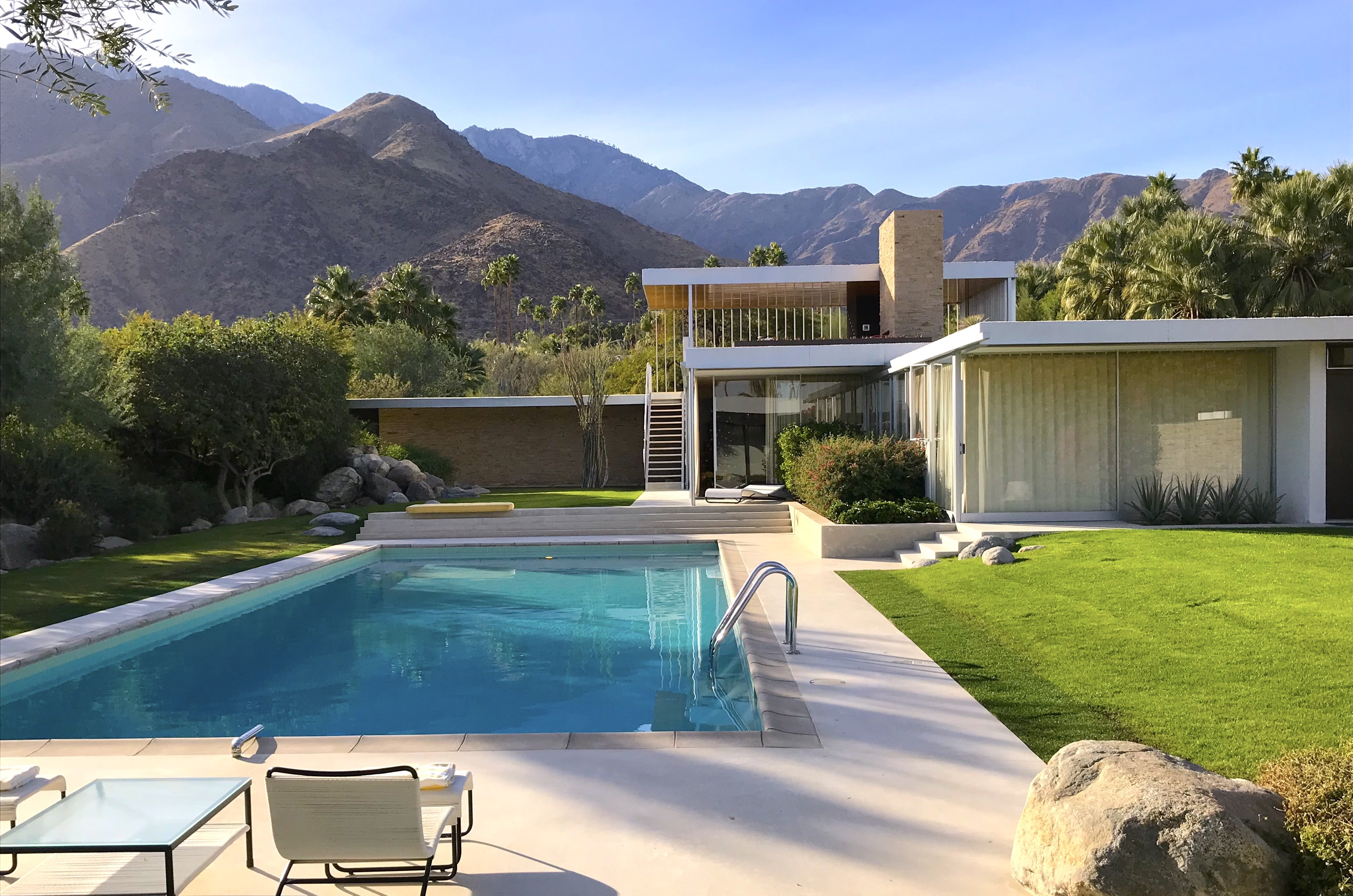
La Kaufmann Desert House, l'un des lieux de tournage du film.

Le tournage a lieu du 26 octobre 2020 au 13 février 2021 à Los Angeles, après une pause de deux semaines provoqué le 4 novembre 2020 par une mise en quarantaine des acteurs principaux due à la pandémie de COVID-19,,,. La scène d'ouverture du film est filmée à la Kaufmann Desert House. Olivia Wilde dit à propos de cette opportunité :
Pouvoir y tourner était incroyable. Réaliser les premières scènes là-bas a donné à ce film un commencement prometteur qui est une déclaration d'amour, non seulement au cinéma, mais à l'architecture, au design et à cette époque.

### Conflits
En 2021, il est annoncé que Shia LaBeouf a été renvoyé du tournage du film par Olivia Wilde à cause de son comportement envers les acteurs et l'équipe de tournage, plus particulièrement pour protéger Florence Pugh.
Étant très admirative de son travail, le processus de travail de Shia LaBeouf n'était pas propice à ma philosophie de production. Il semble en quelque sorte avoir besoin d'une énergie combative, et je ne crois pas que cela mène aux meilleures performances. Je crois sincèrement que créer un environnement sain avec un rapport de confiance est le meilleur moyen pour les acteurs de fournir leur meilleur résultat. Finalement, ma responsabilité, mon travail, était de protéger les acteurs et l'équipe de production.
Shia LaBeouf répond à ces accusations en août 2022 en prétendant qu'il a démissionné malgré les nombreux efforts d'Olivia Wilde pour l'en dissuader,.
La relation entre Olivia Wilde et Florence Pugh donne également lieu à de nombreuses tensions pendant la production et la promotion du film,. Toutefois, ses rares apparitions lors de la promotion du film semblent s'expliquer par les conflits d'agenda avec le tournage de Dune, deuxième partie,.

## Accueil

### Promotion
Durant cette période, une grande disparité de rémunérations entre les deux acteurs principaux, Florence Pugh et Harry Styles est révélée. Elle aurait touché un cachet de 700 000 dollars et lui, de 2,5 millions de dollars, ce qui déclenche une controverse sur les réseaux sociaux.

### Accueil critique
Le site Rotten Tomatoes donne une moyenne de 39 % pour 292 critiques. Le site Metacritic donne lui une note de 48⁄100 pour 62 critiques référencées.
En France, le site Allociné propose une moyenne de 3,1⁄5, à partir de l'interprétation de 18 critiques de presse.
Certaines critiques sont d'une tendance plutôt élogieuses. Pour le site Cinema Teaser, le long métrage d'Olivia Wilde est un « thriller psychologique très moderne », bien que « parfois fragile dans sa dramaturgie mais formellement ébouriffant ». « Scénario délirant, bascule sidérante en cours de film, réalisation brillante, interprétation remarquable : ce grand film de studio en met plein la vue. », selon la critique du Parisien ; Les Fiches du cinéma pense de son côté qu'il s'agit là d'un « surprenant thriller psychologique, qui exploite judicieusement son atmosphère surannée pour mieux emballer son propos troublant. ».
Parmi les critiques, certains remarquent que le film en fait sans doute « trop », comme par exemple Les Inrockuptibles qui estime que « toute la belle vibration du film – trop flashy, trop fort, trop « tout », comme si l'aliénation féminine devait se payer en retour par une certaine idée du mauvais goût – tient à cette folie curieuse qui pousse le personnage de Florence Pugh (parfaite), héritière des héroïnes gothiques classiques, à forcer les portes qu'elle n'aurait jamais dû franchir ».
Pour Rolling Stone, « Don't Worry Darling peut dès lors s'embarquer dans un jeu de destruction qui ne fait pas dans la finesse. C'est même pour ainsi dire le cadet de ses soucis, l'outrance dont il se drape aisément – dans ses effets, le stress qu'il veut installer –, ne semblant chercher qu'à souligner davantage la course aux chimères qu'il entend mettre en exergue (...) ».
Plus mitigé, la critique du site Écran Large. Ils reconnaissent que la cinéaste « s'amuse à créer un monde digne d'un Polly Pocket cauchemardesque, qui se moque autant des conventions sacrées du bonheur en kit (la maison, la femme, la voiture, l'alcoolisme ordinaire) que des mirages de la pop culture ». Côté distribution, tout le monde se défend très bien mais « un astre reste haut dans le ciel : Florence Pugh ». Le site conclut sa critique sur ces mots : « C'est beau, c'est fou, c'est fascinant. C'est également bancal, déstabilisant, voire frustrant. Don't Worry Darling n'en demeure pas moins passionnant et riche, grâce à la mise en scène étourdissante d'Olivia Wilde et le talent faramineux de Florence Pugh. ».
Parmi les critiques les plus négatives, il y a celle du Monde : « balayant toute idée de vraisemblance et de finesse narrative, Olivia Wilde ne se montre désireuse que d'une chose : profiter de la flamboyance de ses décors pour composer de belles images d'horreur qui tournent à vide. ». Plus incisif, Libération déclare de son côté qu'« occupée par sa recherche de surenchère narrative et d'épate visuelle, Olivia Wilde enchaîne jusqu'à l'absurde les rebondissements et saucissonne en deux heures ce qui aurait tout aussi bien pu finir en énième série d'anticipation dark. ». Le site Critikat nomme sa critique « Copie conforme », révélant déjà son point de vue sur le film jugé peu innovant : « L'enfer conformiste et normatif que dépeint Don't Worry Darling, où tout paraît pré-calculé jusqu'à la nausée, n'est-ce pas simplement le film lui-même ? ».

### Box-office
Pour son premier jour d'exploitation en France, Don't Worry Darling réalise 19 818 entrées pour 354 copies. Le long métrage se place quatrième du box-office des nouveautés derrière Les Enfants des autres (20 334) et devant le film d'animation Koati (9 295). Au bout d'une première semaine d'exploitation, le long-métrage réalise 151 272 entrées pour une troisième place au box-office, derrière Une belle course (180 034) et devant Les Enfants des autres (137 167). Après deux semaines d'exploitations, le film réalise 91 621 entrées supplémentaires. Ce chiffre ne permet pas au film de se maintenir sur le podium, qui chute de la troisième à la huitième place du box-office, derrière Les Enfants des autres (97 702) et devant Revoir Paris (82 084).
| Pays ou région    | Box-office      | Date d'arrêt du box-office | Nombre de semaines |
| ----------------- | --------------- | -------------------------- | ------------------ |
| États-Unis Canada | 45 309 403 $    | 1er décembre 2022          | 10                 |
| France            | 345 481 entrées | 1er novembre 2022          | 6                  |
| Total mondial     | 87 609 403 $    | -                          | -                  |

## Distinctions

### Sélections
- Mostra de Venise 2022 : sélection officielle, hors compétition
- Festival du cinéma américain de Deauville 2022 : film de clôture, hors compétition